# Rappresentazioni dei gruppi di Lie
Si dice rappresentazione di un gruppo di Lie {\displaystyle G} su uno spazio vettoriale {\displaystyle V} un omomorfismo sotto il quale ogni elemento {\displaystyle g} in {\displaystyle G} è mappato in un elemento dello spazio degli operatori lineari invertibili agenti su {\displaystyle V} e consistenti con le operazioni di gruppo.

## Definizione
Una rappresentazione {\displaystyle T} di un gruppo {\displaystyle G} sullo spazio vettoriale {\displaystyle V} è un omomorfismo 
{\displaystyle {\begin{matrix}T:&G&\longrightarrow &Hom(V,W)\\&g&\longmapsto &T(g)\end{matrix}}}
Dove {\displaystyle T(g):V\longrightarrow W} è invertibile e tale da rispettare le operazioni definenti il gruppo: 
{\displaystyle {\begin{aligned}&T(g_{1}g_{2})=T(g_{1})T(g_{2})\\&T(g^{-1})=[T(g)]^{-1}\end{aligned}}}
dove {\displaystyle [T(g)]^{-1}} rappresenta l'operatore inverso a {\displaystyle T(g)}.

## Rappresentazione di algebre di Lie
Corrispondentemente alla rappresentazione di gruppo di Lie esiste quella della sua Algebra nello stesso spazio vettoriale V. La rappresentazione di un'algebra di Lie {\displaystyle AG} su uno spazio vettoriale {\displaystyle V} è una mappa che manda ogni elemento {\displaystyle A\in AG} in un elemento {\displaystyle T(A)} dello spazio delle applicazioni lineari dello spazio vettoriale V coerente con le operazioni dell'algebra:
{\displaystyle {\begin{aligned}&T(A+B)=T(A)+T(B)\\&T(\alpha A)=\alpha T(A)\\&T([A,B])=[T(A),T(B)]\end{aligned}}}
Perciò il prodotto di Lie viene mandato nel commutatore degli operatori.

## Connessione tra rappresentazioni di gruppo e di algebra
Data T(G) rappresentazione del gruppo di Lie G nello spazio V è possibile costruire la rappresentazione della corrispondente algebra di Lie AG.
{\displaystyle T(1+\varepsilon A)=1+\varepsilon T(A)}
Dove {\displaystyle (1+\varepsilon A)} è un elemento del gruppo G vicino all'unità, e di conseguenza A è un elemento dell'algebra di Lie. Nonostante ciò non ogni rappresentazione di algebra è costruita da rappresentazione di gruppi.
Esiste sempre una rappresentazione dell'algebra di dimensione n in termini di matrici nxn: questa è la rappresentazione aggiunta.